# Championnat d'Allemagne de football 1907-1908
Navigation
Meisterschaft
(Verbandsligen)
1906-1907 Meisterschaft
(Verbandsligen)
1908-1909
La saison 1907-1908 du Championnat d'Allemagne de football était la 6e édition de la première division allemande.
Huit clubs participent à la compétition nationale, il s'agit des clubs champions de huit régions d'Allemagne. Le championnat national est disputé sous forme de coupe à élimination directe.
C'est le Viktoria 89 Berlin qui s'impose en finale et remporte le premier titre de champion d'Allemagne de son histoire.

## Les 8 clubs participants
(entre parenthèses, la région d'appartenance du club)
- Stuttgarter Kickers (Sud)
- Viktoria 89 Berlin (Berlin)
- Eintracht Braunschweig (Nord)
- VfR 1897 Breslau (Sud-Est)
- Fribourg FC (tenant du titre)
- FC Wacker Leipzig (Centre)
- VfB Königsberg (Baltique)
- Duisbourg SpV (Ouest)

## Compétition
La compétition a lieu sous forme de coupe, avec match simple. 
|  | Quarts de finale                          | Quarts de finale       | Quarts de finale        | Quarts de finale     |                     |                     | Demi-finales            | Demi-finales            | Demi-finales            | Demi-finales            |  |  | Finale               | Finale               | Finale               | Finale               |
|  |                                           |                        |                         |                      |                     |                     |                         |                         |                         |                         |  |  |                      |                      |                      |                      |
|  | 3 mai 1908 à Breslau                      | 3 mai 1908 à Breslau   | 3 mai 1908 à Breslau    | 3 mai 1908 à Breslau |                     |                     | 3 mai 1908 à Magdebourg | 3 mai 1908 à Magdebourg | 3 mai 1908 à Magdebourg | 3 mai 1908 à Magdebourg |  |  | 24 mai 1908 à Berlin | 24 mai 1908 à Berlin | 24 mai 1908 à Berlin | 24 mai 1908 à Berlin |
|  | 3 mai 1908 à Breslau                      | 3 mai 1908 à Breslau   | 3 mai 1908 à Breslau    | 3 mai 1908 à Breslau |                     |                     | 3 mai 1908 à Magdebourg | 3 mai 1908 à Magdebourg | 3 mai 1908 à Magdebourg | 3 mai 1908 à Magdebourg |  |  | 24 mai 1908 à Berlin | 24 mai 1908 à Berlin | 24 mai 1908 à Berlin | 24 mai 1908 à Berlin |
|  | VfR 1897 Breslau                          | VfR 1897 Breslau       | 1                       | 1                    |                     |                     | 3 mai 1908 à Magdebourg | 3 mai 1908 à Magdebourg | 3 mai 1908 à Magdebourg | 3 mai 1908 à Magdebourg |  |  | 24 mai 1908 à Berlin | 24 mai 1908 à Berlin | 24 mai 1908 à Berlin | 24 mai 1908 à Berlin |
|  | VfR 1897 Breslau                          | VfR 1897 Breslau       | 1                       | 1                    |                     |                     | 3 mai 1908 à Magdebourg | 3 mai 1908 à Magdebourg | 3 mai 1908 à Magdebourg | 3 mai 1908 à Magdebourg |  |  | 24 mai 1908 à Berlin | 24 mai 1908 à Berlin | 24 mai 1908 à Berlin | 24 mai 1908 à Berlin |
|  | FC Wacker Leipzig                         | FC Wacker Leipzig      | 3                       | 3                    |                     |                     | 3 mai 1908 à Magdebourg | 3 mai 1908 à Magdebourg | 3 mai 1908 à Magdebourg | 3 mai 1908 à Magdebourg |  |  | 24 mai 1908 à Berlin | 24 mai 1908 à Berlin | 24 mai 1908 à Berlin | 24 mai 1908 à Berlin |
|  | FC Wacker Leipzig                         | FC Wacker Leipzig      | 3                       | 3                    | FC Wacker Leipzig   | FC Wacker Leipzig   | 0                       | 0                       |                         |                         |  |  | 24 mai 1908 à Berlin | 24 mai 1908 à Berlin | 24 mai 1908 à Berlin | 24 mai 1908 à Berlin |
|  | 3 mai 1908 à Königsberg                   |                        |                         |                      | FC Wacker Leipzig   | FC Wacker Leipzig   | 0                       | 0                       |                         |                         |  |  | 24 mai 1908 à Berlin | 24 mai 1908 à Berlin | 24 mai 1908 à Berlin | 24 mai 1908 à Berlin |
|  |                                           |                        | Viktoria 89 Berlin      | Viktoria 89 Berlin   | 4                   | 4                   |                         |                         |                         |                         |  |  | 24 mai 1908 à Berlin | 24 mai 1908 à Berlin | 24 mai 1908 à Berlin | 24 mai 1908 à Berlin |
|  | VfB Königsberg                            | VfB Königsberg         | Viktoria 89 Berlin      | Viktoria 89 Berlin   | 4                   | 4                   | 0                       | 0                       |                         |                         |  |  | 24 mai 1908 à Berlin | 24 mai 1908 à Berlin | 24 mai 1908 à Berlin | 24 mai 1908 à Berlin |
|  | VfB Königsberg                            | VfB Königsberg         | 17 mai 1908 à Francfort |                      |                     |                     | 0                       | 0                       |                         |                         |  |  | 24 mai 1908 à Berlin | 24 mai 1908 à Berlin | 24 mai 1908 à Berlin | 24 mai 1908 à Berlin |
|  | Viktoria 89 Berlin                        | Viktoria 89 Berlin     | 7                       | 7                    |                     |                     |                         |                         |                         |                         |  |  | 24 mai 1908 à Berlin | 24 mai 1908 à Berlin | 24 mai 1908 à Berlin | 24 mai 1908 à Berlin |
|  | Viktoria 89 Berlin                        | Viktoria 89 Berlin     | 7                       | 7                    | Viktoria 89 Berlin  | Viktoria 89 Berlin  | 3                       | 3                       |                         |                         |  |  |                      |                      |                      |                      |
|  | 3 et 17 mai 1908 à Pforzheim et Karlsruhe |                        |                         |                      | Viktoria 89 Berlin  | Viktoria 89 Berlin  | 3                       | 3                       |                         |                         |  |  |                      |                      |                      |                      |
|  |                                           |                        | Stuttgarter Kickers     | Stuttgarter Kickers  | 1                   | 1                   |                         |                         |                         |                         |  |  |                      |                      |                      |                      |
|  | Fribourg FC T                             | Fribourg FC T          | Stuttgarter Kickers     | Stuttgarter Kickers  | 1                   | 1                   | 1                       | 2                       |                         |                         |  |  |                      |                      |                      |                      |
|  | Fribourg FC T                             | Fribourg FC T          |                         |                      |                     |                     |                         |                         |                         |                         |  |  |                      |                      |                      |                      |
|  | Stuttgarter Kickers                       | Stuttgarter Kickers    | 0                       | 5                    |                     |                     |                         |                         |                         |                         |  |  |                      |                      |                      |                      |
|  | Stuttgarter Kickers                       | Stuttgarter Kickers    | 0                       | 5                    | Stuttgarter Kickers | Stuttgarter Kickers | 5                       | 5                       |                         |                         |  |  |                      |                      |                      |                      |
|  | 3 mai 1908 à Hambourg                     |                        |                         |                      | Stuttgarter Kickers | Stuttgarter Kickers | 5                       | 5                       |                         |                         |  |  |                      |                      |                      |                      |
|  |                                           |                        | Duisbourg SpV           | Duisbourg SpV        | 1                   | 1                   |                         |                         |                         |                         |  |  |                      |                      |                      |                      |
|  | Eintracht Braunschweig                    | Eintracht Braunschweig | Duisbourg SpV           | Duisbourg SpV        | 1                   | 1                   | 0                       | 0                       |                         |                         |  |  |                      |                      |                      |                      |
|  | Eintracht Braunschweig                    | Eintracht Braunschweig |                         |                      |                     |                     |                         | 0                       |                         |                         |  |  |                      |                      |                      |                      |
|  | Duisbourg SpV                             | Duisbourg SpV          | 1                       | 1                    |                     |                     |                         |                         |                         |                         |  |  |                      |                      |                      |                      |
|  | Duisbourg SpV                             | Duisbourg SpV          | 1                       | 1                    |                     |                     |                         |                         |                         |                         |  |  |                      |                      |                      |                      |
|  |                                           |                        |                         |                      |                     |                     |                         |                         |                         |                         |  |  |                      |                      |                      |                      |

- La première rencontre, disputée le 3 mai 1908 entre le FC Fribourg et les Stuttgarter Kickers est annulée car les joueurs de Fribourg, qui menaient 1-0, ont quitté prématurément le terrain et ont vu la rencontre à rejouer par la Fédération.

## Bilan de la saison
| Tableau d'Honneur                   |                    |
| Compétition                         | Vainqueur          |
| Championnat d'Allemagne de football | Viktoria 89 Berlin |